# Graminorthezia nigrispinis
Graminorthezia nigrispinis är en insektsart som först beskrevs av Beingolea 1971.  Graminorthezia nigrispinis ingår i släktet Graminorthezia och familjen vaxsköldlöss.
Artens utbredningsområde är Peru. Inga underarter finns listade i Catalogue of Life.